# Phyllopsora kalbii
Phyllopsora kalbii är en lavart som beskrevs av Brako. Phyllopsora kalbii ingår i släktet Phyllopsora och familjen Ramalinaceae.   Inga underarter finns listade i Catalogue of Life.